# クリームフィールズ
座標: 北緯53度20分 西経2度38分 / 北緯53.34度 西経2.63度
クリームフィールズ (Creamfields) は、イングランドのチェシャー州で開催される大規模なエレクトロニック・ダンス・ミュージック (EDM) のフェスティバルで、おもに、DJプレイやライブ演奏が'行なわれる。関連イベントは世界各地でも開催されているが、日本における知名度は低いとされる。世界的にも、EDMの重要なフェスティバルのひとつとされるが、参加アーティストのジャンルは、テクノ、ミニマル、エレクトロ、ハウス、トランス、プログレッシヴ、ダブステップ、ビッグ・ビートなど幅広く多様なEDM系の音楽に広がっている。

## 概要
最初のクリームフィールズは、1998年5月2日から3日にかけて、ウィンチェスター近郊のチーズフット・ヘッド（別名、ザ・マタリー・ボウル）で開催された。以降は、例年8月のバンクホリデーの週末に、イングランドのダレスベリで開催されている。このフェスティバルは、リヴァプールのナイトクラブ、クリームが主催する野外イベントとして始まった。
2012年には、悪天候のために2日目以降が中止された。
例年、3万人から5万人の参加者が集まるこのイベントでは、多数のステージ、ショーケースが用意されているほか、「サイレントディスコ」と称する、参加者がヘッドフォンでDJプレイを聴きながら踊る場も複数用意されている。
会場周辺では、テントでキャンプすることができる。

## 派生イベント
クリームフィールズ・フェスティバルの名を冠したイベントは、アブダビ（アラブ首長国連邦）、ブエノスアイレス（アルゼンチン）、アンダルシア州（スペイン）、マルタ、パンチェスタウン（アイルランド）、プンタ・デル・エステ（ウルグアイ）、アルカラ・デ・エナーレス（スペイン）、ヴィリニュス（リトアニア）、メキシコシティ（メキシコ）、モスクワ（ロシア）、プラハ（チェコ）、リマ（ペルー）、サンティアゴ（チリ）、リオデジャネイロ、クリチバ、フロリアノーポリス、ベロオリゾンテ（ブラジル）、ヴロツワフ（ポーランド）などで開催されてきた。2007年5月には、リスボン（ポルトガル）でも初開催された。クリームフィールズ・オーストラリアは、2010年から毎年開催されている。